# G組のG
『G組のG』（ジーぐみのジー）は、真右衛門の4コマ漫画。講談社の雑誌『月刊アフタヌーン』にて、1997年10月号から欄外での連載が開始され、1999年10月号で正式に連載、途中『3年G組長州先生』（さんねんジーぐみちょうしゅうせんせい、2005年11月号から）、『G組のG 猛将伝』（ジーぐみのジー もうしょうでん、2006年2月号から）とタイトルを変更し、2006年7月号まで連載されていた。単行本は全5巻。

## 概要
ある学校（学校名はいまだ不明）での日常生活を主に（関係ないネタも多数）扱っている。ブラックユーモアや風刺ネタ等もある。

## 主な登場人物

### G組
杉野 利松（すぎの としまつ）
ノリ眉毛が特徴のこの漫画の語り部的人物。個性がない為、どのキャラとも絡むことが可能。主役というより司会者的存在。
紅 夕（くれない ゆう / ユウちゃん）
この漫画のヒロインでお色気担当。忘れられた設定としてお嬢様というのがある。
咲原 小町（さきばら こまち / 委員長）
G組のクラス委員。コスプレが得意で普段は着ぐるみを愛用している。隠れお色気キャラ。
冬菜 美咲（ふゆな みさき）
ユウちゃんの親友。この漫画で数少ないマトモなキャラであるが、母親が男運が悪かったらしくその手の話で興奮することもある。ただし、最終回にて「マトモというのはG組の中では」ということが発覚する。
鈴木 広美（すずき ひろみ）
オッサン顔の生徒（もちろん男）。しかし、気は小さく登校拒否気味である。ゲームが上手い。
マイケル・ドノバン
アメリカからの交換留学生。謎が多い。
杉山 悟（すぎやま さとる）
G組一の虚弱児。よく入院したり死にかける。
伊達 佐間ノ助（だて さまのすけ / 番長）
G組の番長。とにかく強い。番長であるがクラスでは浮いていない。杉野と比較的仲が良い。
片桐 小十郎（かたぎり こじゅうろう）
G組の影のボス。教室で葉巻を吸ったりしている。
突 突突（つん つくつん / ツンツン）
中国からの転校生。泣き虫だがカンフーの使い手。
未開 封（みかい ふう）
転校生。頭に開封用のテープがついているためみんなに狙われている。中身は謎。
穴根田 ニョル尾（あなこんだ ニョルお）
ハンプティ・ダンプティのような風貌のキャラ。かつてはユウちゃんのストーカーをしていたため、ユウちゃんからは嫌われている。ガンプラおたく。
唐沢 丈助（からさわ じょうすけ）
とにかく無口だが、たまに口を開くととんでもない毒舌を吐く。無口な為、麻雀が強い。
藤原 景子（ふじわら けいこ）
G組の保健委員。出番が多いがメインは少ない。しかし、最終回にて船長にほめられる。
暮石 ひろし（くれいし ひろし）
G組の不良。ケンカは強い（らしい）。番長とはライバルのようだが絡みは少ない。
骨美（ほねみ）
超セクシーな少女らしいが頭は頭蓋骨。復顔すると超美人らしくとてもモテる。そのためユウちゃんからライバル視されている。
駒田 マコ（こまだ マコ）
超能力（予知能力）少女だがヘッポコらしく役に立っていない。
赤ちゃん
ユウちゃんの近所に住んでいる赤ちゃん。名前は不明。とても腰が低く、ユウちゃんの役に立とうとしているが失敗することが多い。
船長 大和（ふねなが やまと）
G組の担任。ヒゲが特徴。豪快な性格。マイ船（ゴッドヒゲ号）を所有している。
夏目 雅子（なつめ まさこ）
学校の保健医。軍の特殊部隊にいた経験があるらしくずば抜けた戦闘能力をもつ。影武者や偽者も現れた。
立石 瞳（たていし ひとみ / 立石先生）
A組の担任。この漫画で数少ない常識人。
科学の先生（かがくのせんせい）
氏名および担当教科は不明。主に杉野と怪しい研究をしている。同作者の『ガチ博士のヤンキーラボラトリー』では同じ顔のキャラがガチ博士と名乗っている。
校長先生
わがままで都合の悪いことには答えない。WWG では悪のオーナーとして君臨。
長州先生（ちょうしゅうせんせい）
見るからに長州力。そのためそれ系のネタが多い。

### コダえもんシリーズ
コダえもん
過去から来た謎の物体。古代ローマの道具で助けてくれる。
カンえもん
コダえもんのライバル。漢帝国の道具でコダえもんと戦う。

### 邪神様シリーズ
邪神様（じゃしんさま）
地球支配を企む邪神。しかし、どう見てもフェレット。
信者
邪神様を崇拝する信者。しかしやることは邪神様の世話であり、ある意味飼い主と化している。

### WWG
欄外漫画で、モデルはWWEである。主にG組キャラで話は進むがオリジナルキャラクターもいる。
番長
初期の主役。得意技はスタナー。校長の罠にはまりやられてしまう。
校長
WWG を取り仕切る校長。ビンス・マクマホン並に極悪。
ベア
オリジナルキャラクター。元は校長のペットであったが、対番長つぶしの失敗によって袂を分かち、ベビーターンを遂げる。最終回では人語を話せることが発覚する。
アナコンダ
校長の下っ端。ポジションはジョナサン・コーチマン。
ドノバン
米軍を率いて番長を葬る。しかし、ベアに敗れる。
鈴木
自分の部屋では無敵のレスラー。しかし、部屋を出ると弱体化する。
杉野
実況担当。

## 単行本
講談社「ワイドKCアフタヌーン」より刊行。
1. （2000年6月22日） ISBN 978-4-06-337447-6
2. （2001年12月21日） ISBN 978-4-06-337480-3
3. （2003年1月23日） ISBN 978-4-06-337512-1
4. （2004年5月21日） ISBN 978-4-06-337548-0
5. （2006年6月23日） ISBN 978-4-06-337599-2